# Tamiasciurus
Tamiasciurus Trouessart, 1880 è un genere di roditori della famiglia degli Sciuridi che comprende tre specie di scoiattoli arboricoli originarie del Nordamerica, note collettivamente come scoiattoli rossi o con il nome di chickaree.

## Descrizione
Il corpo dei chickaree misura 16,5–23 cm e la coda 9–16 cm; il peso, a seconda delle specie, si aggira sui 141-312 g. Il colore delle regioni superiori varia dal tenné al marroncino o al marrone-oliva, ma in inverno si fa più scialbo. Il mantello estivo solitamente presenta una linea nerastra sui fianchi, che spesso può non essere presente nei giovani e, d'inverno, negli esemplari adulti. Le regioni inferiori sono bianche, o quasi, nello scoiattolo rosso e di colore più rossiccio nello scoiattolo di Douglas e in quello di Mearns. La coda è costituita da peli color tenné, giallo o bianco.

## Distribuzione e habitat
Lo scoiattolo rosso, la specie più diffusa del genere Tamiasciurus, vive in Alaska, in Canada, nella regione delle Montagne Rocciose degli Stati Uniti occidentali, negli Stati Uniti orientali e sugli Appalachi; lo scoiattolo di Douglas, invece, occupa un areale più limitato, esteso dalla Columbia Britannica sud-occidentale alla California centrale; il raro scoiattolo di Mearns, al contrario, è ristretto solamente alla regione settentrionale della Bassa California.
I chickaree sono caratteristici abitanti delle foreste di conifere, ma si incontrano anche in quelle decidue e miste. Sebbene siano prevalentemente arboricoli, trascorrono gran parte del tempo al suolo. Di solito ciascun esemplare ha più nidi; essi sono di tre tipi: una rozza struttura costruita sugli alberi, utilizzata soprattutto durante la stagione calda; una cavità nel tronco degli alberi, che serve da rifugio invernale; e un nido invernale alternativo sotto forma di una struttura impermeabile situata tra il fitto fogliame degli alberi. Talvolta vengono costruite tane sotto cumuli di pietre o tronchi caduti. Banfield notò che nelle regioni settentrionali dell'areale i chickaree trascorrono l'inverno in gallerie sotterranee con riserve di cibo immagazzinate. Essi sono generalmente diurni, ma possono essere attivi anche nelle calde notti di luna piena. Nel Québec, Ferron osservò due periodi di attività intensa, uno appena dopo l'alba e un altro nel tardo pomeriggio in estate e verso mezzogiorno in inverno. I chickaree non vanno in letargo, ma talvolta rimangono nelle proprie tane per alcuni giorni quando il tempo è inclemente. Ogni tanto effettuano anche piccole migrazioni, limitandosi però ad allontanarsi da una zona dove il cibo è divenuto scarso. Sono in grado di nuotare piuttosto bene ed entrano di propria volontà in acqua per raggiungere la riva opposta.

## Biologia

### Alimentazione
I chickaree si nutrono di una vasta gamma di cibi, tra i quali noci, gemme, frutta, corteccia, funghi, linfa, semi, uova di uccelli, nidiacei, topi e piccoli di coniglio. Il nocciolo della dieta, tuttavia, è costituito solitamente dai semi prelevati dalle pigne di pini e pecci. Le pigne vengono staccate dai rami e immagazzinate in grandi cumuli. In autunno lo scoiattolo di Douglas recide le verdi pigne non ancora aperte di alcune specie di conifere. Esse vengono trasportate o trascinate verso piccoli torrenti o luoghi umidi sotto i tronchi caduti o nelle cavità degli alberi, dove si possono accumulare fino a 160 pigne o più. L'umidità impedisce alle pigne di schiudersi fino a che esse non verranno aperte dagli scoiattoli. Sui monti della Sierra Nevada, in California, questi scoiattoli sono stati visti scavare attraverso tre o quattro metri di neve per raggiungere le scorte immagazzinate. Heinrich riporta che nel Maine, durante l'inverno, gli scoiattoli rossi raccolgono sistematicamente lo zucchero d'acero mordendo la corteccia del tronco e lasciando colare la linfa, per tornare poi, successivamente, a consumare lo sciroppo concentrato.

### Territorio
Rusch e Reeder riscontrarono, nell'Alberta, una densità di 685 scoiattoli rossi in 100 ha di foresta mista di pecci. Banfield riportò una densità di 0,7-4,6/ha e territori estesi per circa 1-2,4 ha. Kemp e Keith sostengono che ciascun esemplare difende sia un'area di foraggiamento durante l'inverno che un'area di circa 0,4-0,8 ha di habitat principale durante tutto l'anno. Rusch e Reeder scoprirono che l'attività territoriale si intensifica quando i giovani esemplari si disperdono durante l'estate e che l'area difesa varia da 0,19 a 0,76 ha a seconda della disponibilità alimentare. In uno studio condotto nello Yukon, Price e Boutin videro che alcune femmine adulte abbandonano i propri territori dopo aver svezzato la nidiata, lasciando in effetti «in eredità» l'area ai propri piccoli. I vocalizzi delle specie di Tamiasciurus si possono raggruppare in cinque tipi principali: tintinnio, strillo, ringhio, ronzio, tutti associati al comportamento territoriale, e cinguettio, caratteristico richiamo d'allarme quando viene avvistato un predatore.

### Riproduzione
In alcune aree vi sono due stagioni riproduttive all'anno, con accoppiamenti in febbraio-marzo e giugno-luglio, ma in Canada viene partorita un'unica nidiata all'anno. Le femmine vanno in estro per un unico giorno, e la gestazione dura 33-35 giorni. Alla nascita i piccoli, da uno a otto, ma generalmente da quattro a sei, pesano 5-8 g. Essi vengono svezzati a 7-8 settimane e si disperdono a circa 18 settimane; sono in grado di riprodursi entro un anno di età. Alcuni esemplari in natura sono vissuti fino ad almeno 7 anni, e un esemplare in cattività ha raggiunto i 10 anni.

## Tassonomia
Il genere comprende le seguenti specie:
- Tamiasciurus douglasii (Bachman, 1839) - scoiattolo di Douglas;
- Tamiasciurus hudsonicus (Erxleben, 1777) - scoiattolo rosso;
- Tamiasciurus mearnsi Townsend, 1897 - scoiattolo di Mearns.

## Conservazione
Lo scoiattolo rosso può danneggiare, talvolta, le piantagioni di giovani alberi, saccheggiare campi di mais, o uccidere il pollame, ma la sua opera di dispersione e seppellimento dei semi risulta molto importante ai fini del rimboschimento. In Canada, ogni anno, ne vengono abbattuti 1-3 milioni di esemplari per la loro pelliccia, per un giro di affari annuo stimato a più di un milione di dollari. La sottospecie T. h. grahamensis, isolata sui monti Graham, nel sud-est dell'Arizona, è inserita tra le specie in pericolo critico dalla IUCN e tra quelle in pericolo dal Servizio della pesca e della fauna selvatica degli Stati Uniti. Ridotta a circa 150 esemplari dalla deforestazione e da altri sconvolgimenti ambientali, la popolazione rimasta è ora compromessa dalla costruzione di un complesso di osservatori proprio nel cuore del suo areale. Manipolazioni politiche all'interno delle agenzie federali e del Congresso hanno consentito la costruzione di questa struttura senza valutare prima i danni che essa avrebbe potuto apportare agli scoiattoli, così come prevede l'Endangered Species Act. I costi delle controversie e delle negoziazioni che ne sono conseguite sono stati stimati sui 10-12 milioni di dollari.